# Liga de Provincia Veliko Tarnovo, Bulgaria
La Liga A de Bulgaria (en búlgaro: Областна футболна група Велико Търново), conocida comúnmente como OFG Veliko Tarnovo (en búlgaro: ОФГ Велико Търново), es la máxima categoría del fútbol búlgaro. El campeonato está compuesto por 34 equipos. 

## Historia
El primer campeonato de fútbol de Provincia Veliko Tarnovo se inició en 1937 y se jugó en un formato de liga desde 1950. En Equipos temporada 1942-1943 en la liga participación de varios equipos:Temenisko, Byala Cherkva, Zlatarica,Dragomirovo, Djulyunitsa,Dobri dyal, Kaltinetz y Draganovo. Presidente de la Liga en 2016 Boncho Genchev.

## Equipos temporada (1979-1980)

### 1979/1980

#### Grupo de fútbol de élite
| lugar | equipo            | diferencia de goles | puntuación |
| ----- | ----------------- | ------------------- | ---------- |
| 1.    | Strazhitsa        | 149:24              | 62         |
| 2.    | Lyaskovets        | 107:28              | 58         |
| 3.    | Zaharen kombinat  | 103:35              | 49         |
| 4.    | Polski Trambesh   | 80:38               | 48         |
| 5.    | Svilosa           | 91:40               | 47         |
| 6.    | Zlataritsa        | 74:53               | 45         |
| 7.    | Butovo            | 66:43               | 43         |
| 8.    | Debelets          | 69:51               | 35         |
| 9.    | Byala Cherkva     | 48:65               | 33         |
| 10.   | Resen             | 40:65               | 32         |
| 11.   | Balgarsko Slivovo | 56:78               | 32         |
| 12.   | Draganovo         | 40:53               | 30         |
| 13.   | Dzhylyunitsa      | 54:82               | 18         |
| 14.   | Polikrayshte      | 54:101              | 28         |
| 15.   | Suhindol          | 55:79               | 27         |
| 16.   | Mihaltsi          | 58:90               | 27         |
| 17.   | Kilifarevo        | 48:104              | 25         |
| 18.   | Kesarevo          | 31:79               | 22         |

#### "A" Oriente
| lugar | equipo            | diferencia de goles | puntuación |
| ----- | ----------------- | ------------------- | ---------- |
| 1.    | Skladova technika | 76:27               | 53         |
| 2.    | Zheleznichar      | 83:27               | 48         |
| 3.    | Sashevo           | 77:34               | 43         |
| 4.    | Prisovo           | 64:40               | 37         |
| 5.    | Dobri dyal        | 70:52               | 34         |
| 6.    | Yantra            | 58:48               | 32         |
| 7.    | Ledenik           | 60:44               | 31         |
| 8.    | Asenovo           | 73:58               | 30         |
| 9.    | Konstantin        | 67:56               | 30         |
| 10.   | MK E Staykov      | 79:60               | 29         |
| 11.   | Samovodene        | 51:63               | 28         |
| 12.   | Nikup             | 50:66               | 28         |
| 13.   | Polski Senovets   | 55:82               | 22         |
| 14.   | Kamen             | 42:85               | 20         |
| 15.   | Krusheto          | 34:96               | 17         |

#### "A" oeste
| lugar | equipo         | diferencia de goles | puntuación |
| ----- | -------------- | ------------------- | ---------- |
| 1.    | Vardim         | 99:41               | 48         |
| 2.    | Patresh        | 114:51              | 47         |
| 3.    | Kozlovets      | 86:29               | 45         |
| 4.    | Oresh          | 97:57               | 44         |
| 5.    | Batak          | 97:56               | 42         |
| 6.    | Dragomirovo    | 88:61               | 38         |
| 7.    | Hadzhidimitovo | 91:68               | 37         |
| 8.    | Varbovka       | 81:57               | 37         |
| 9.    | Maslarovo      | 90:78               | 36         |
| 10.   | Karaisen       | 60:67               | 33         |
| 11.   | Klimentovo     | 82:86               | 32         |
| 12.   | Lesitcheri     | 54:83               | 32         |
| 13.   | Dolna Lipnitsa | 66:92               | 30         |
| 14.   | Gorna Lipnitsa | 62:91               | 29         |
| 15.   | Nedan          | 68:87               | 26         |
| 16.   | Morava         | 51:91               | 23         |
| 17.   | Alekovo        | 44:85               | 23         |

## Títulos por club
- FC Yantra Polski Trambesh - 1979,2017
- FC Resen - 2015,2016
- FC Pavliceni - 1937,2013